# Marcin Kaczmarek (labdarúgó, 1974)
Marcin Kaczmarek (Sztum, 1974. január 2. –) lengyel labdarúgó, edző.

## Pályafutása

### Labdarúgóként
Kaczmarek a lengyelországi Sztum városában született. Az ifjúsági pályafutását a Portowiec Gdańsk csapatában kezdte, majd a Lechia Gdańsk akadémiájánál folytatta.
1990-ben mutatkozott be a Lechia Gdańsk felnőtt keretében. 1994-ben a Pogoń Szczecin, majd 1999-ben a GKS Bełchatów szerződtette. 2002-ben az Unia Tczewhez, míg 2003-ban a Stomil Olsztynhoz igazolt. 2003-ban visszatért a Lechia Gdańskhoz.

### Edzőként
2004-től 2006-ig a Lechia Gdańsk edzője volt. 2006-ban az első osztályban szereplő Pogoń Szczecinhez írt alá. 2008 és 2020 között az Olimpia Grudziądz, a Wisła Płock, a Nieciecza és a Widzew Łódź csapatánál töltött be edzői pozíciókat. 2022. szeptember 1-jén, Tomasz Kaczmarek menesztése után újra a Lechia Gdańsk vezetőedzője lett.